# ATPA
ATPA je agonist AMPA receptora.